# Sundadanio axelrodi
Sundadanio axelrodi är en fiskart som först beskrevs av Brittan, 1976.  Sundadanio axelrodi ingår i släktet Sundadanio och familjen karpfiskar. Inga underarter finns listade i Catalogue of Life.